# 高分低能
高分低能是指雖然學生學業成績優異，但其各方面綜合能力很弱（尤其是情緒控制）。高分低能現象的出現是錯誤、欠缺成效的教育制度所引致，一般會用此字眼映射中國大陸和香港教育制度的應試教育。相反，應試教育外另一種教育制度素質教育則可以消除高分低能的現象。

## 原因
出現高分低能現象主要來自錯誤導向的教育制度，此現象出現原因可能包括但不限於：
- 一味著重學生背誦資料、死讀書之學術
- 無需要求高分析、思考能力之學科

- 欠缺除書本外的能力審核，包括：
  - 交際、人際、語言能力（但非指形式化的語言考核，如曾出現中文科考試的朗讀）
  - 體育、藝術能力和多元智能的培育
  - 對社會的融入能力
  - 非學習科目的身心發展

## 現象
高分低能一詞大多數用於形容中國大陸和香港應試教育下的產物。在此教育制度下，學生即使能夠取得優異成績，亦不會代表學生在其他技能有顯著成效。以資優學生為例，能力優異的資優學生的學習能力（或背誦能力）比正常學生較大，當面對諸如填鴨式教育下的學習方式，資優學生便有能力花大量時間精力去學習（背誦）。但由於在欠缺完整的成績評核制度下，資優學生在其它技能或綜合能力上的缺乏並完全不會被計算到學業成績內，引致「高分低能」的出現。

### 香港
在香港的應試教育制度下，現行的香港中學文憑考試亦著重考生對科目的熟悉和瞭解。在該兩個考試當中，大部分科目亦需要考生背誦大量學科相關資料，再在考試中進行欠缺靈活運用方式的「默寫」方式以取得高分數。在這種考試制度下，考試可以借助歷屆試題、出題走勢，或形形色色的考試技巧去取得高分數，但實質上考生可能對該科目的真正認知不甚瞭解。因此造就了成績優異，但實質為非的「高分低能」情況。2011年2月的中大碩士梁健鵬失業事件便充分顯示「高分低能」的情況，梁健鵬會考26分，高考2B1C的成績考入中大統計系，碩士畢業後，在2010年中領取失業綜援。
不過2009年推行的三三四學制下，「教育」成為了無法單靠背誦資料的考試。在這種新考試制度模式下，考試並沒有提供標準答案，考生亦難以借用以往考試技巧去應試，比較著重自身的分析能力。

## 後果
在高分低能的現象下，成績優異的學生會優先獲得最佳出路，例如工作選擇優先、學位選擇優先，以及從學校級別間接地在社會間得到較高的社會地位等。但是由於成績優異不代表其綜合能力優異，相反地成績差劣學生可能在綜合能力方面最為理想，導致了埋沒天才問題的出現。
即使在多元智能理想下，由於學業成績並不能反映其其它能力，所以該類學生在大部分情況下社會地位仍會較低，例如無法取得高等教育學位、優秀工作選擇等。但相反地成績優異學生取得諸如高等教育等社會重視後，仍可能欠缺技能而引致日後一無所長、欠缺工作技能、不擅社交，中大碩士梁健鵬失業事件便是一例，最終出現了社會資源浪費的現象發生。

## 另見
- 第十名現象